# 米山一朋
米山 一朋（よねやま かずとも、1961年9月12日 - ）は、日本の元バレーボール選手、指導者。バレーボール元全日本代表主将。
東京都墨田区出身。現役時代は全日本の司令塔セッターとして活躍。全日本男子の元コーチで、2012年3月まで嘉悦大学バレーボール部の部長兼監督を務めた。

## 球歴
- 全日本としての主な国際大会出場歴
  - オリンピック - 1988年
  - 世界選手権 - 1990年（主将）
  - ワールドカップ - 1985年、1989年

## 受賞歴
- 1985年 - 第18回日本リーグ 新人賞・ベスト6
- 1986年 - 第19回日本リーグ ベスト6
- 1986年 - 第35回黒鷲旗 ベスト6

## 所属チーム
- 法政大学
- 富士フイルム